# Lista de prefeitos de Parazinho
Esta é a lista de prefeitos de Parazinho, município brasileiro do estado do Rio Grande do Norte.
| Nº | Prefeito                        | Imagem                    | Partido                  | Início de mandato     | Fim de mandato         | Vice-prefeito                   | Observações                     |
| -- | ------------------------------- | ------------------------- | ------------------------ | --------------------- | ---------------------- | ------------------------------- | ------------------------------- |
| 1  | Francisco Domingos de Miranda   |                           |                          | 12 de julho de 1962   | 31 de janeiro de 1965  | —                               | Prefeito nomeado                |
| 2  | Domingos Paulino Pereira        |                           |                          | 31 de janeiro de 1965 | 31 de janeiro de 1969  | não encontrado                  | Prefeito e vice eleitos         |
| 3  | Floriano Soares da Cruz         |                           | ARENA                    | 31 de janeiro de 1969 | 31 de janeiro de 1973  | não encontrado                  | Prefeito e vice eleitos         |
| 4  | Jaime Boa Câmara                |                           | ARENA                    | 31 de janeiro de 1973 | 31 de janeiro de 1977  | João Batista de Souza           | Prefeito e vice eleitos         |
| 5  | Manoel Domingos de Miranda      |                           |                          | 31 de janeiro de 1977 | 31 de janeiro de 1983  | não encontrado                  | Prefeito e vice eleitos         |
| 6  | Domingos Paulino Pereira        |                           |                          | 31 de janeiro de 1983 | 31 de dezembro de 1988 | não encontrado                  | Prefeito e vice eleitos         |
| 7  | Antônio Anchieta Varela         |                           | PL                       | 1º de janeiro de 1989 | 31 de dezembro de 1992 | José Jovino de Souza            | Prefeito e vice eleitos         |
| 8  | José Jovino de Souza            |                           | PL                       | 1º de janeiro de 1993 | 31 de dezembro de 1996 | não encontrado                  | Prefeito e vice eleitos         |
| 9  | Antônio Anchieta Varela         |                           | PFL                      | 1º de janeiro de 1997 | 31 de dezembro de 2004 | não encontrado                  | Prefeito e vice eleitos         |
| 9  | Antônio Anchieta Varela         | Prefeito e vice reeleitos | PFL                      | 1º de janeiro de 1997 | 31 de dezembro de 2004 | não encontrado                  |                                 |
| 10 | Genival de Melo Martins         |                           | PFL                      | 1º de janeiro de 2005 | 31 de dezembro de 2012 | Enoque Bezerra da Silva         | Prefeito e vice eleitos         |
| 10 | Genival de Melo Martins         | DEM                       | Marconi Souza Paulino    | 1º de janeiro de 2005 | 31 de dezembro de 2012 | Prefeito reeleito e vice eleito |                                 |
| 11 | Marcos Antônio de Oliveira      |                           | PR                       | 1º de janeiro de 2013 | 31 de dezembro de 2016 | Edna Maria de Almeida Câmara    | Prefeito e vice eleitos         |
| 12 | Rita de Luzier de Souza Martins |                           | DEM                      | 1º de janeiro de 2017 | 8 de março de 2018     | Edna Maria de Almeida Câmara    | Prefeita eleita e vice reeleita |
| 13 | Carlos Veriano de Lima          |                           | PMN                      | 8 de março de 2018    | 31 de dezembro de 2024 | Marcos Antônio de Oliveira      | Prefeito e vice eleitos         |
| 13 | Carlos Veriano de Lima          | PP                        | Atiliano Carlos de Souza | 8 de março de 2018    | 31 de dezembro de 2024 | Prefeito reeleito e vice eleito |                                 |
| 14 | Rita de Luzier de Souza Martins |                           | UNIÃO                    | 1º de janeiro de 2025 | até a atualidade       | Cláudio Sebastião dos Santos    | Prefeito e vice eleitos         |